# Nevidzany (Nitra)
Nevidzany é um município da Eslováquia, situado no distrito de Zlaté Moravce, na região de Nitra. Tem 10,26 km² de área e sua população em 2018 foi estimada em 571 habitantes.

## Demografia
| Ano:        | 1994 | 2004   | 2014   | 2024   |
| ----------- | ---- | ------ | ------ | ------ |
| Broj ljudi: | 631  | 611    | 593    | 560    |
| Razlika:    |      | -3,16% | -2,94% | -5,56% |

| Ano:               | 2023 | 2024   |
| ------------------ | ---- | ------ |
| Número de pessoas: | 557  | 560    |
| Diferença:         |      | +0,53% |